# Шугуровский сельсовет
Шугуровский сельсовет — муниципальное образование со статусом сельского поселения в Сосновоборском районе Пензенской области Российской Федерации.
Административный центр — село Шугурово.

## История
Статус и границы сельского поселения установлены Законом Пензенской области от 2 ноября 2004 года № 690-ЗПО «О границах муниципальных образований Пензенской области».
Законом Пензенской области от 4 апреля 2017 года № 3027-ЗПО были преобразованы, путём их объединения, сельские поселения Шугуровский и Русско-Качимский сельсоветы в Шугуровский сельсовет с административным центром в селе Шугурово.

## Население
| 2002 | 2010 | 2012 | 2013 | 2014 | 2015 | 2016 |
| ---- | ---- | ---- | ---- | ---- | ---- | ---- |
| 1058 | ↘734 | ↘685 | ↘658 | ↘630 | ↘613 | ↘580 |
| 2017 | 2018 | 2021 |      |      |      |      |
| ↘560 | ↗729 | ↘653 |      |      |      |      |

## Состав сельского поселения
| № | Населённый пункт | Тип населённого пункта       | Население |
| - | ---------------- | ---------------------------- | --------- |
| 1 | Мордовский Качим | село                         | ↘89       |
| 2 | Новополянское    | село                         | ↘63       |
| 3 | Русский Качим    | село, административный центр | ↘212      |
| 4 | Сосновка         | деревня                      | 29        |
| 5 | Сыресево         | село                         | ↘0        |
| 6 | Шкудим           | село                         | ↘222      |
| 7 | Шугурово         | село, административный центр | ↘420      |